# Russische Grieks-Katholieke Kerk
De Russische Grieks-Katholieke Kerk (Russisch: Русская Греко-Кафолическая Церковь,  Российская Католическая Церковь Славяно-Византийского обряда) behoort tot de oosters-katholieke kerken en heeft vooral gelovigen die in diaspora leven in Noord- en Zuid-Amerika, in Australië en in Europa.
De Byzantijnse ritus wordt gevolgd. De liturgische talen zijn het Russisch en het Oudslavisch. Deze kerk gebruikt de juliaanse kalender.

## Geschiedenis
Naar het voorbeeld van de Oekraïense Grieks-Katholieke Kerk werden in Rusland, in het begin van de 20ste eeuw, pogingen ondernomen tot het stichten van een met Rome geünieerde kerk. Daarin slaagde men in 1917. Na de revolutie en de communistische machtsovername ging deze kerk weer gauw ten onder.
In 1928 werd in Harbin (China) een missiepost opgericht voor Russen die daar in ballingschap leefden. Ook deze missiepost kende een korte duur.
Er werden twee exarchaten opgericht: een in Rusland (in 1917), een in China (in 1928). Beide zijn vacant.
In 1994 stootte een nieuwe poging tot het oprichten van een geünieerde kerk op weerstand van de Russisch-Orthodoxe Kerk en werd alzo niet doorgevoerd.

## Huidige situatie
De Russische Grieks-Katholieke Kerk heeft geen eigen hiërarchie.
Ze telt onder meer drie parochies in de Verenigde Staten (in San Francisco, in New York en in El Segundo), een in Canada (Montreal) en een in Australië (Melbourne).
Deze parochies ressorteren onder de lokale rooms-katholieke bisschoppen. Ook in Moskou en Sint-Petersburg bevinden zich geloofsgemeenschappen. De Russische katholieken van de Russische Grieks-Katholieke Kerk vallen kerkelijk onder Joseph Werth, bisschop van Siberië en het Russische Verre Oosten.
In Rome is er een Russisch college dat priesters opleidt die bestemd zijn om te werken onder de Russische emigranten.
De Russische Grieks-Katholieke Kerk zou ongeveer 3.500 gelovigen tellen.